# شهرستان یی‌لان (تایوان)
یایلان (به لاتین: Yilan County, Taiwan) یک سکونتگاه مسکونی در تایوان است که در استان تایوان تایپه واقع شده‌است.

## خصوصیات
یایلان ۲٬۱۴۳٫۶۲۵۱ کیلومترمربع مساحت و ۴۵۸٬۷۷۷ نفر جمعیت دارد.